# Deska do pływania

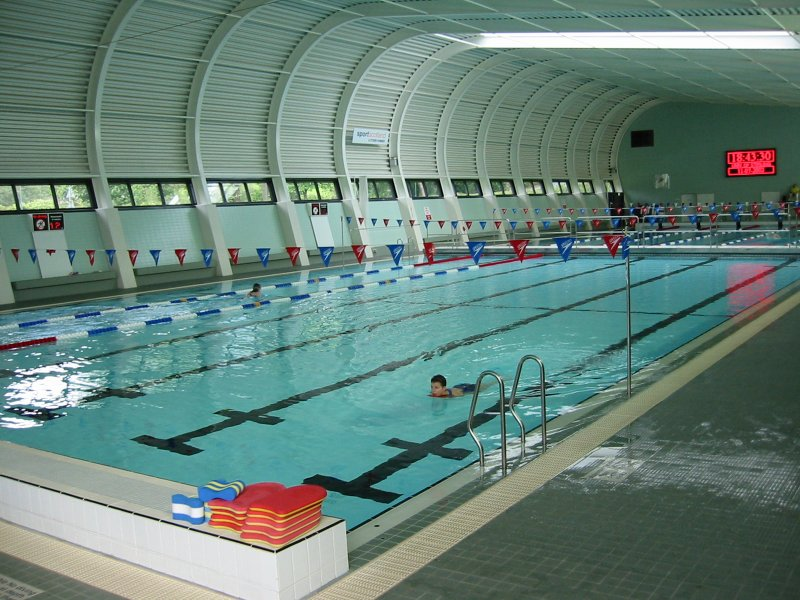
Deski i ósemki do nauki pływania na brzegu basenu

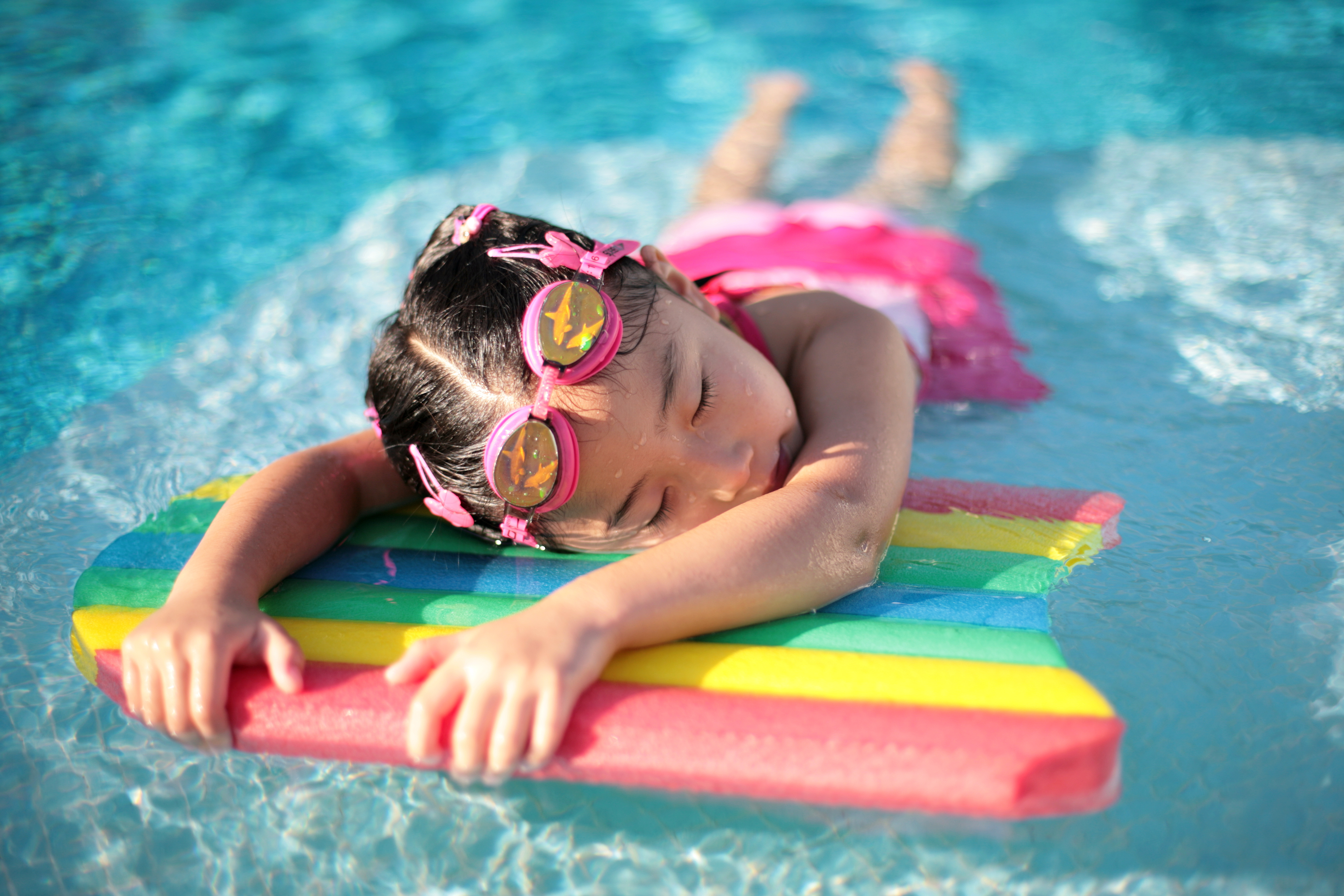
Relaks w wodzie na desce wielokolorowej

Deska do pływania – sprzęt pływacki służący do nauki i doskonalenia techniki pływania, do ćwiczeń oraz do różnych zabaw i relaksu w wodzie.